# منتخب روسيا لكرة اليد للناشئات
منتخب روسيا لكرة اليد للناشئات هو ممثل روسيا الرسمي في المنافسات الدولية في كرة اليد.